# Борислав Николчев
Борислав Николов Николчев е български служител на Държавна сигурност и дипломат. През 1947 – 1949 година той е първият началник на Трети отдел в „Държавна сигурност“, предшественик станалото на по-късно печално известно Първо главно управление.

## Биография
Борислав Николчев е роден на 10 февруари 1910 година в Татар Пазарджик в семейство на търговец. Баща му – Никола Г. Николчев, е помощник-кмет на града. През 1929 г. той завършва Мъжката гимназия в Пазарджик (дн. гимназия „Иван Сергеевич Аксаков“), а година по-късно – през 1930, вече като студент в Мюнхен става член на Комунистическа партия на Германия. През 1935 година довършва образованието си в Чехословакия, след което участва като интербригадист в Испанската гражданска война (1936 – 1939) и в боевете при Мадрид е ранен. Успява да избяга от френския концентрационен лагер Гюр през август 1940 и се връща в Пазарджик. От септември 1941 до февруари 1942 е секретар на ОК на БРП.
Арестуван и съден по делото на ЦК на БРП (1942) и лежи в концлагерите Гонда вода и Еникьой.
От 1947 до 1949 Борислав Николчев оглавява новосъздадения Трети отдел за външно разузнаване на Дирекция „Държавна сигурност“.
Николчев е засегнат от чистката в ръководството на Държавна сигурност, започнала през 1949 г. В годините 1950 – 1951 той е обвинен в шпионаж и е арестуван по един от паралелните монтирани съдебни процеси, съпътстващи съдебното дело срещу Трайчо Костов (1949). Реабилитиран по-късно – след 1956 г.
Като владеещ руски, чешки, испански, немски, английски и френски език Николчев работи в Кинтекс, директор на „Машиноимпорт“, генерален директор на „Индустриал импорт", търговски представител в Иран, Куба, Бразилия, Швейцария.
Борислав Николчев и съпругата му загиват при автомобилна катастрофа в Белград на 16 септември 1969 г.